# Akimasa Tsukamoto
Akimasa Tsukamoto (塚本 明正 Tsukamoto Akimasa?), född 22 november 1969 i Nagasaki prefektur, är en japansk före detta fotbollsspelare.
Tsukamoto började sin karriär 1992 i Yanmar Diesel (Cerezo Osaka). 1997 flyttade han till Sagan Tosu. Efter Sagan Tosu spelade han för Sagawa Express Osaka. Han avslutade karriären 2000.